# العلاقات الأردنية الإيطالية
العلاقات الأردنية الإيطالية هي العلاقات الثنائية التي تجمع بين الأردن وإيطاليا.

## مقارنة بين البلدين
هذه مقارنة عامة ومرجعية للدولتين:
| وجه المقارنة                                              | الأردن                   | إيطاليا                                                  |
| --------------------------------------------------------- | ------------------------ | -------------------------------------------------------- |
| المساحة (كم2)                                             | 89.34 ألف                | 301.34 ألف                                               |
| عدد السكان (نسمة)                                         | 9.81 مليون               | 60.60 مليون                                              |
| الكثافة السكانية (ن./كم²)                                 | 109.81                   | 201.1                                                    |
| العاصمة                                                   | عمان                     | روما، فلورنسا، تورينو                                    |
| اللغة الرسمية                                             | اللغة العربية            | اللغة الإيطالية                                          |
| العملة                                                    | دينار أردني              | يورو، ليرة إيطالية                                       |
| الناتج المحلي الإجمالي (بليون دولار)                      | 40.07 مليار              | 1.93 تريليون                                             |
| الناتج المحلي الإجمالي (تعادل القوة الشرائية) بليون دولار | 82.80 مليار              | 2.26 تريليون                                             |
| الناتج المحلي الإجمالي الاسمي للفرد دولار أمريكي          | 4.94 ألف                 | 29.96 ألف                                                |
| الناتج المحلي الإجمالي للفرد دولار أمريكي                 | 12.05 ألف                | 35.46 ألف                                                |
| مؤشر التنمية البشرية                                      | 0.748                    | 0.873                                                    |
| رمز المكالمات الدولي                                      | +962                     | +39                                                      |
| رمز الإنترنت                                              | .jo                      | .it                                                      |
| المنطقة الزمنية                                           | ت ع م+02:00، ت ع م+03:00 | توقيت وسط أوروبا، ت ع م+01:00، ت ع م+02:00، أوروبا/روما ‏ |

## مدن متوأمة
في ما يلي قائمة باتفاقيات التوأمة بين مدن أردنية وإيطالية:
- ترتبط العقبة مع ألكامو باتفاقية توأمة.
- ترتبط عمان مع كالابريا باتفاقية توأمة منذ 1994.[15][15][15][15]

## منظمات دولية مشتركة
يشترك البلدان في عضوية مجموعة من المنظمات الدولية، منها:
| علم المنظمة | اسم المنظمة                               | تاريخ انضمام الأردن | تاريخ انضمام إيطاليا |
| ----------- | ----------------------------------------- | ------------------- | -------------------- |
|             | يونسكو                                    | 14 يونيو 1950       | ?                    |
|             | مؤسسة التمويل الدولية                     | 20 يوليو 1956       | 27 ديسمبر 1956       |
|             | المركز الدولي لتسوية المنازعات الاستشارية | 29 نوفمبر 1972      | 28 أبريل 1971        |
|             | منظمة حظر الأسلحة الكيميائية              | ?                   | ?                    |
|             | مؤسسة التنمية الدولية                     | 4 أكتوبر 1960       | 24 سبتمبر 1960       |
|             | منظمة التجارة العالمية                    | ?                   | 1995                 |
|             | وكالة ضمان الاستثمار متعدد الأطراف        | 12 أبريل 1988       | 29 أبريل 1988        |
|             | الاتحاد البريدي العالمي                   | ?                   | ?                    |
|             | منظمة الشرطة الجنائية الدولية             | ?                   | ?                    |
|             | الأمم المتحدة                             | 14 ديسمبر 1955      | 14 ديسمبر 1955       |
|             | الاتحاد الدولي للاتصالات                  | 20 مايو 1947        | 1866                 |
|             | البنك الدولي للإنشاء والتعمير             | 29 أغسطس 1952       | 27 مارس 1947         |

## وصلات خارجية
- موقع وزارة الخارجية الأردنية
- موقع وزارة الخارجية الإيطالية